# Міцигузд
Міцигузд (пол. Micigózd) — село в Польщі, у гміні Пекошув Келецького повіту Свентокшиського воєводства.
Населення — 1133 особи (2011).
У 1975-1998 роках село належало до Келецького воєводства.

## Демографія
Демографічна структура на день 31 березня 2011 року:
|          | Загалом | Допрацездатний вік | Працездатний вік | Постпрацездатний вік |
| -------- | ------- | ------------------ | ---------------- | -------------------- |
| Чоловіки | 569     | 135                | 394              | 40                   |
| Жінки    | 564     | 135                | 330              | 99                   |
| Разом    | 1133    | 270                | 724              | 139                  |